# Sati
Sati (páli, v sanskrtu smrti, anglicky mindfulness) je jedním z nejdůležitějších pojmů původního Buddhova učení a také ústřední kvalitou mysli, bez jejíhož rozvíjení není možné uskutečnit stezku k osvobození. Je sedmým článkem osmidílné ušlechtilé stezky, ústřední kvalitou mezi pěti (spirituálními) schopnostmi mysli (indrijá) a je také prvním ze sedmi členů probuzení (bodždžhangá).
Sati je komplexní mentální kvalita, která zahrnuje několik aspektů. V češtině není možné najít slovo, které by uspokojivě postihovalo všechny tyto aspekty, nicméně lze najít několik termínů, z nichž každý obvykle vystihuje alespoň jeden ze zmíněných aspektů.
Do češtiny je termín sati překládán nejčastěji jako:
- všímavost, tedy schopnost si všímat, zaznamenávat prožívané psychické a tělesné jevy, tak jak probíhají v přítomném okamžiku. Tento způsob překladu se těší oblibě zvláště mezi českými psychology ovlivněnými buddhismem, z nichž mnozí patří ať už k současným, nebo k bývalým žákům psychologa Dr. M. Frýby, jenž tento způsob překladu sati do češtiny počátkem 90. let minulého století zavedl;
- bdělost ve smyslu ostražitost či bedlivost. V tomto smyslu termín "bdělost" rovněž postihuje jeden z aspektů sati, nicméně tento způsob překladu koliduje s významem bdělost ve smyslu "bdění", opaku ospalosti či spánku, kterému odpovídá pálijský termín džagarija.
- bdělá pozornost; tento termín (stejně jako ten předchozí) se na počátku 90. let těšil oblibě mezi autory a překladateli spojenými s pražskou skupinou "Přátelé Dhammy", pravděpodobně vůbec první organizovanou théravádovou skupinou na území ČR. Z terminologického hlediska jde však o překlad poněkud konfúzní, protože v nejlepším případě míchá dohromady termíny dva: bdělost (sati) a pozornost (v pálijštině manasikára). Více o rozdílu mezi kvalitami sati a manasikára viz externí odkaz č. 1.

Mezi další termíny postihující některý z aspektů sati patří:
- uvědomění či uvědomování
- plné vědomí
- bedlivost
- pamětlivost
- zpřítomnělost
- ducha-přítomnost

Sati (všímavost) lze charakterizovat jako schopnost nezaujatě pozorovat, zaznamenávat, znovupoznávat a pamatovat si prožívané psychické a tělesné jevy. Těmito jevy přitom rozumíme tělesné procesy dostupné smyslům, city, stavy mysli a obsahy mysli (srov. satipatthána). Být všímavý znamená být duchem přítomný tady a teď. Když myslíme nebo si něco představujeme, vzdalujeme se od právě prožívané skutečnosti – jsme nevšímaví. Pro správnou všímavost (sammá-sati) je charakteristické, že je spojena pouze s prospěšnými stavy vědomí a není nikdy deformována chtivostí, nenávistí či zaslepeností. Mysl, v níž je všímavost (sati) přítomna, tak zůstává otevřená nezkreslenému vnímání jevů, jejich vlastností a souvislostí.
Metodické rozvíjení schopnosti si všímat je tradičně spojeno s praxí buddhistické meditace všímavosti a vhledu (v páli satipatthána-vipassaná). V kontextu Buddhovy nauky má tato meditace vést meditujícího, jež pozoruje vlastní tělesné a mentální procesy, k poznání jejich pomíjivosti (aničča), neuspokojivosti (dukkha) a neosobní povahy (anattá) a postupně pak až k cíli nejvyššímu – k překonání všech forem utrpení a dosažení štěstí nibbány.

## Novodobá podoba a praxe
V polovině 20. století začal vznikat velký zájem o všímavost částečně díky práci významných postav jako byl Thích Nhất Hạnh, vietnamský zenový mistr, který popularizoval koncept "mindful living". V 70. letech 20. století Jon Kabat-Zinn, americký profesor, vytvořil program "Mindfulness-Based Stress Reduction" (MBSR) na University of Massachusetts Medical School. Tento program, který vycházel z tradičních buddhistických praktik sati a meditace, ale byl zbaven náboženských prvků, měl velký vliv na integraci všímavosti do západního lékařství a psychologie. Od té doby se všímavost stala předmětem rozsáhlého výzkumu, který ukazuje jeho pozitivní vliv na duševní zdraví a snížení stresu.
V posledních letech[kdy?] expanduje zájem psychologů o využívání rozvoje všímavosti v psychoterapii (satiterapie).[zdroj⁠?!] V souvislosti s obnovením zájmu o introspekci a výzkum vědomí jsou všímavost a meditace všímavosti a vhledu řešeny také v rámci kognitivní vědy a neurovědy. Všímavost se stala fenoménem globálního zájmu. S rostoucím počtem vědeckých studií potvrzujících jeho přínos pro zdraví a pohodu[které?] se všímavost stala populárním v mnoha různých oblastech, včetně korporátního světa, vzdělávání a dokonce i ve vládních programech[které?]. 
Aplikace a online kurzy mindfulness jsou nyní běžně dostupné a nabízejí lidem nástroje pro snížení stresu, zlepšení koncentrace a podporu celkového duševního zdraví. Tento trend reflektuje rostoucí potřebu společnosti nacházet rovnováhu a klid v rychle se měnícím a často stresujícím světě. Všímavost je nyní vnímána nejen jako osobní praxe, ale také jako nástroj pro sociální změnu a zlepšení kvality života.